# Manoir de la Perrière
Le Manoir de la Perrière est un manoir du XIIe siècle associé  au « Clos de la Perrière » contigu sur la route des Grands Crus du vignoble de Bourgogne à Fixin en Côte-d'Or en Bourgogne. Il est inscrit aux monuments historiques depuis le 9 septembre 1996 et son pressoir à leviers des  XIVe et XVIIe siècle est classé aux monuments historiques depuis le 3 février 2000. Le tout est la propriété privée du viticulteur Bénigne Joliet et de sa famille depuis 1850.

## Historique
Au XIIe siècle le « Clos de la Perrière » (5 hectares de vignes) et le « Manoir de la Perrière » contigu sont établis et exploités par les ducs de Bourgogne sur les hauteurs de Fixin (un des plus anciens domaines viticoles de Bourgogne).

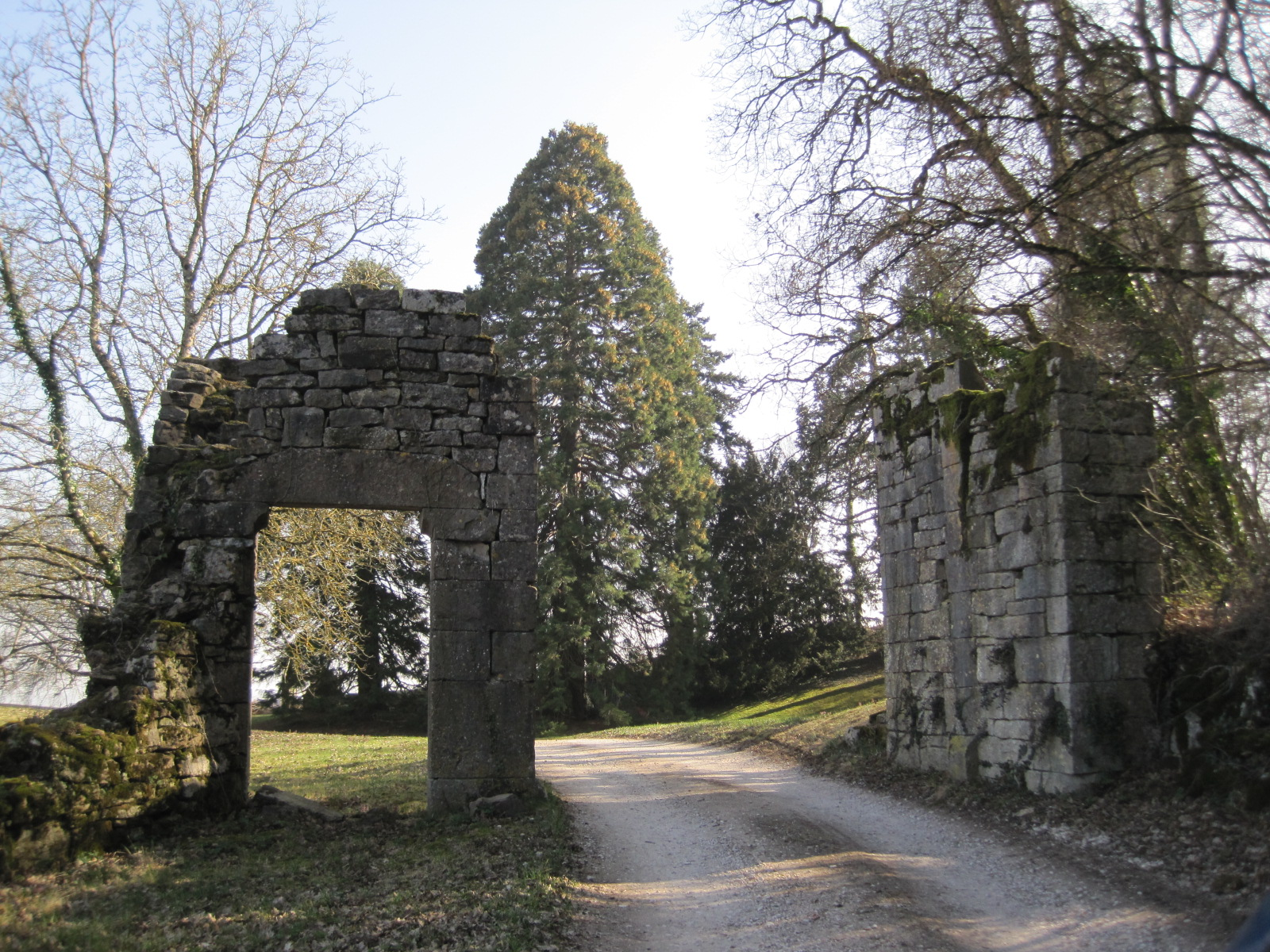
Porte d'entrée du domaine
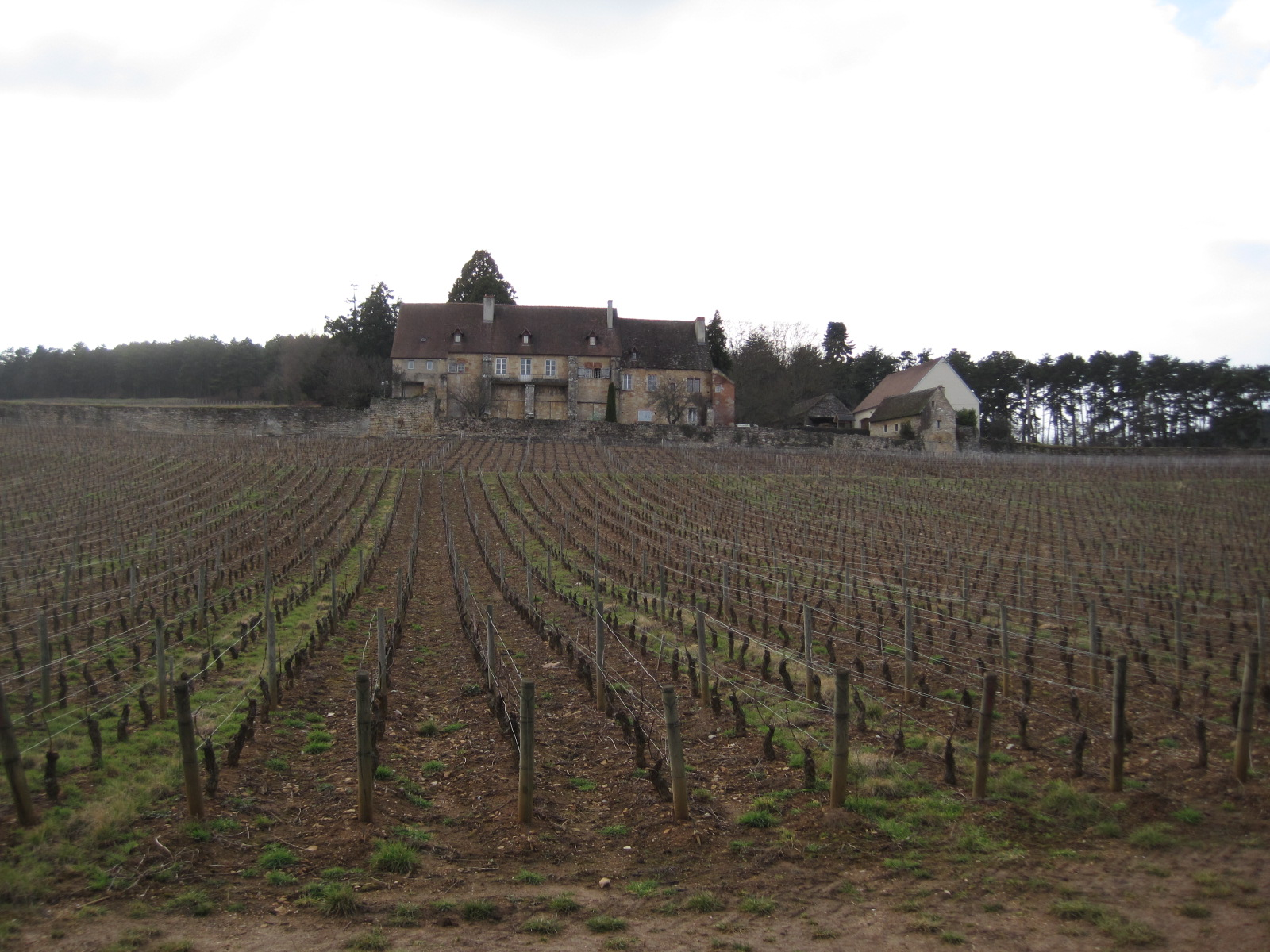
Manoir de la Perrière et « Clos de la Perrière »
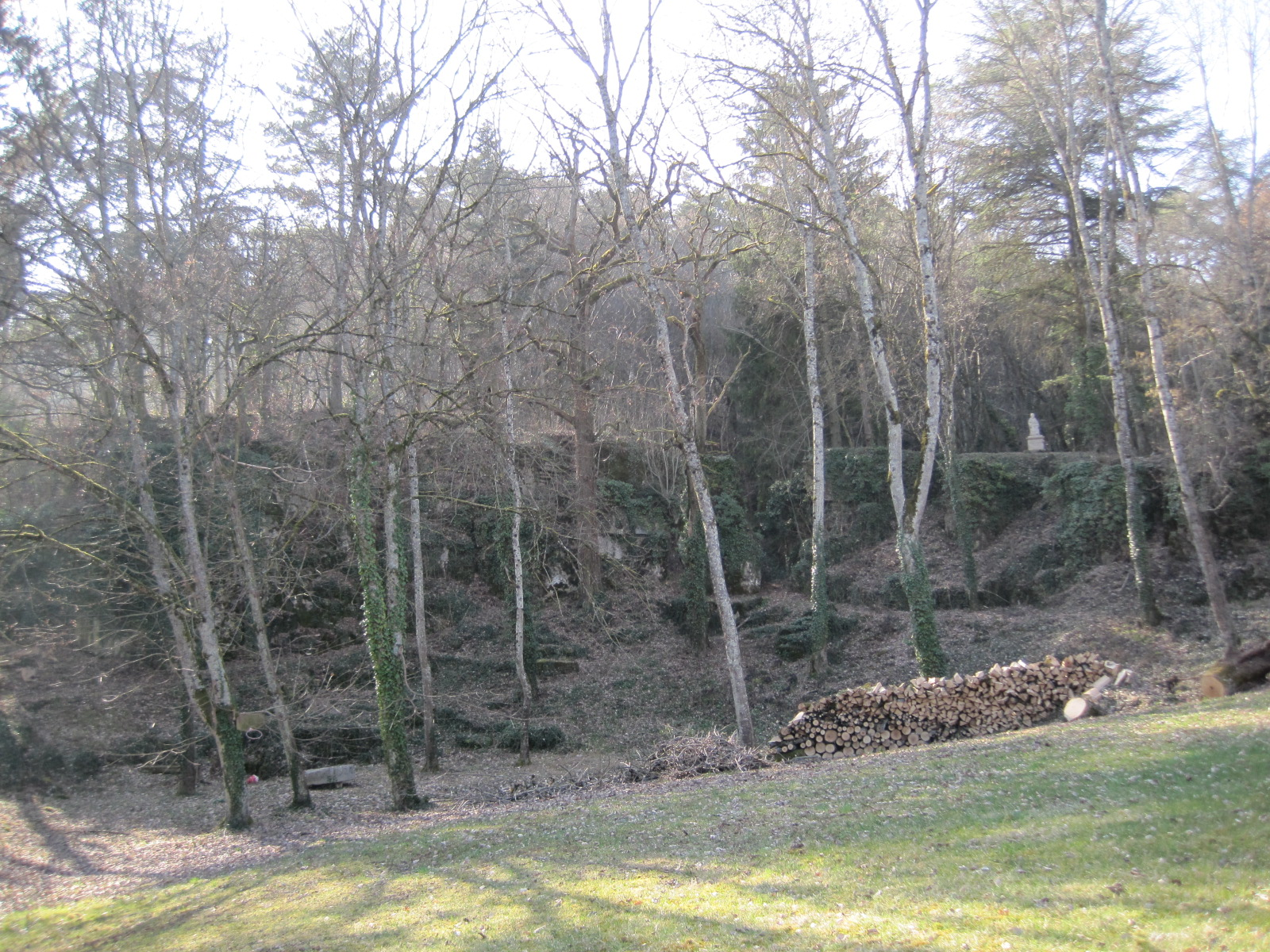
Parc boisé du domaine

Entre 1142 et 1622 les moines de l'abbaye de Cîteaux acquièrent et exploitent le manoir et le domaine viticole et le mettent en valeur. Le manoir leur sert également de « maison de repos ».
Aux XIVe un pressoir à leviers et à taissons est installé dans le cellier du domaine (un des plus anciens de Bourgogne).
En 1853 la famille Joliet acquiert et exploite le domaine de père en fils jusqu’à ce jour en produisant exclusivement le « Fixin 1er-cru Clos de la Perrière » (4,5 hectares de pinot noir rouge et 0,5 hectare de chardonnay blanc).